# Bertrand de Marillac
Pour les articles homonymes, voir Marillac.
Bertrand de Marillac, est un ecclésiastique français du XVIe siècle, évêque de Rennes de 1565 à 1573.

## Biographie
Fils de Gilbert, seigneur de Saint-Genest, et de Marguerite Genest, Bertrand de Marillac appartenait à une famille noble d'Auvergne ; il fut nommé évêque de Rennes le 26 octobre 1565. "Il avait d'abord embrassé la règle des Pères-Mineurs, chez lesquels il avait pris le bonnet de docteur en théologie, et s'était distingué par ses prédications. Après avoir passé quarante ans dans cet Ordre, il le quitta pour des raisons qui ne nous sont point connues. Charles de Marillac, archevêque de Vienne, son frère, l'admit au nombre de ses grands vicaires, et le roi lui donna l'abbaye de Thiers au diocèse de Clermont. Enfin, il fut nommé à l'évêché de Rennes, vacant par la démission de Bernardin Bochetel. La cérémonie de son sacre fut faite le 27 décembre 1565, en la chapelle de l'archevêché de Paris. Cette nouvelle dignité ne ralentit point son zèle pour le salut des âmes ; il continua ses prédications, et Dieu bénit ses travaux par la conversion de plusieurs hérétiques qui rentrèrent dans le sein de l'Église".
Le 25 février 1566 il fit son entrée au parlement en qualité de conseiller-né. Le 31 décembre 1572 le prélat légua tout son mobilier aux hospices de Rennes, choisit par testament sa sépulture dans sa cathédrale, et défendit qu'on lui fit après sa mort "pompes ny armes, ny tombeau, ny chapelle ardente, nu autres dépenses inutiles". Il mourut à Rennes le 9 mai 1573, et fut inhumé dans le chœur de la cathédrale Saint-Pierre du côté de l'épître, sous une pierre tombale portant son écusson et accompagnée de cette inscription : « Hic Jacet Reverendus In Christo Pater Et Dominus Bertrandus Marillacus Episcopus Redonensis Qui Obiit IX Mensis Maii 1573 ».

## Armoiries
| Image | Description |
| ----- | --- |
|       | Telles qu'elles sont représentées sur un vitrail de la cathédrale Saint-Pierre de Rennes D'argent maçonné de sable de sept pièces, 2, 3, 2, à six merlettes de sable en orle, et en cœur un croissant d'or. |

Le sceau de Mgr de Marillac, en 1574 est rond et composé d'une simple crosse placée en pal derrière l'écu qui porte ses armes ; on lit autour : « B. de Marillac Episcopus Rhedonensis ».